# Église Saint-Thibaud de Brageac
L'église Saint-Thibaud (ou Notre-Dame-de-Saint-Thibaud) est une église romane située à Brageac, dans le département français du Cantal en région Auvergne-Rhône-Alpes.
Construite aux XIe et XIIe siècles, l'église fait partie de la liste des monuments historiques protégés en 1862 et est l'un des plus beaux monuments de l'art roman du Cantal.

## Localisation
La vieille église romane Saint-Thibaud se dresse au nord-est du village de Brageac, sur un belvédère dont les bords escarpés dominent les gorges de l'Auze,.

## Historique

### Ermitage
Vers l'an 635, sous le règne de Dagobert Ier, le sort des armes fait tomber entre les mains des Francs un noble saxon nommé Tillo.
Saint Eloi rachète le jeune Saxon, l'affranchit en présence du roi, l'initie au christianisme et le fait entrer à l'abbaye de Solignac qu'il avait fondée en Limousin.
Tillo (ou Til) demeure quelque temps à Solignac avant de recevoir d'Éloi la mission de se rendre en Gaule Belgique pour convertir à la religion chrétienne les Suèves et les Frisons qui s'étaient établis sur les bords de la mer dans les environs d'Anvers.
Après avoir consacré une partie de sa jeunesse à cet apostolat, il rentre à Solignac dont il devient le second abbé,. 
Vers 659, Til se retire pour mener une vie d'ermite : il établit sa cellule dans les gorges désertes de la vallée d'Auze, dans ce que l'on appelle aujourd'hui la Grotte de Saint-Til,,, là où se trouve maintenant Brageac.

### Monastère
Pour regrouper les nombreux disciples étant venus se mettre sous sa conduite, saint Til élève ensuite un monastère qui prend le nom de Brajecte, aujourd'hui Brageac,. Après y avoir réuni trente moines de l'ordre de Saint-Benoît, saint Til se retire à Solignac où il meurt en l'an 707.

### Église
L'église actuelle n'est certainement pas la même que celle qui avait été bâtie à l'époque de la fondation du monastère,.
Le premier oratoire bâti à Brageac, à l'époque de la fondation du monastère par saint Til, est détruit cinquante ans plus tard, en 732, par les Sarrasins qui envahirent le pays,.
Ce n'est qu'après cinq siècles d'abandon qu'est élevée l'église actuelle,. 
Les caractères de son architecture fixeraient la date de sa construction à la fin du XIe ou au commencement du XIIe siècle, peu après la fondation, en 1100, d'un monastère de femmes de l'ordre de saint Benoît par les frères Guy et Raoul d'Escorailles, chevaliers de la première croisade, qui rapportèrent d'Orient les chefs de saint Côme et de saint Damien, vénérés encore aujourd'hui dans l'église de Brageac,,,.
Le titre de Notre-Dame-de-Saint-Thibaud, que cette église a toujours porté, se réfère à saint Thibaud, abbé de l'abbaye des Vaux-de-Cernay, mort en 1247, connu pour sa grande dévotion envers la Mère de Dieu. 
Jusqu'à la Révolution, l'église sert à la fois d'église paroissiale et d'église abbatiale.

## Statut patrimonial
L'église fait l'objet d'un classement au titre des monuments historiques par la liste de 1862,.

## Architecture
L'église est l'un des plus beaux monuments de l'art roman du Cantal.

### Architecture extérieure
À l'est, l'église présente un beau chevet roman composé d'une abside semi-circulaire et de deux absidioles édifiées en pierre de taille assemblée en grand appareil et couvertes de lauzes.
Reposant sur un soubassement constitué de plusieurs assises de moellons, l'abside centrale est renforcée par des contreforts plats et percée de trois fenêtres limousines (des fenêtres ornées de colonnes logées dans l'ébrasement et de tores sous les cintres). La fenêtre centrale est surmontée d'un cordon de billettes. La maçonnerie de l'abside porte de nombreux signes lapidaires (marques de tâcheron) et est percée de nombreux trous de boulin (trous destinés à ancrer les échafaudages).
La croisée du transept est surmontée d'une tour carrée qui sert de clocher,,.
La façade occidentale et les murs latéraux ont été complètement repris au XIXe siècle.
La façade occidentale, moderne, est ornée d'un portail cintré à triple voussure : au dessus de l'archivolte on remarque l'écusson d'une abbesse. Percée d'un grand oculus central, elle est soutenue par quatre contreforts, dont les deux centraux sont des contreforts à redents.

Architecture extérieure
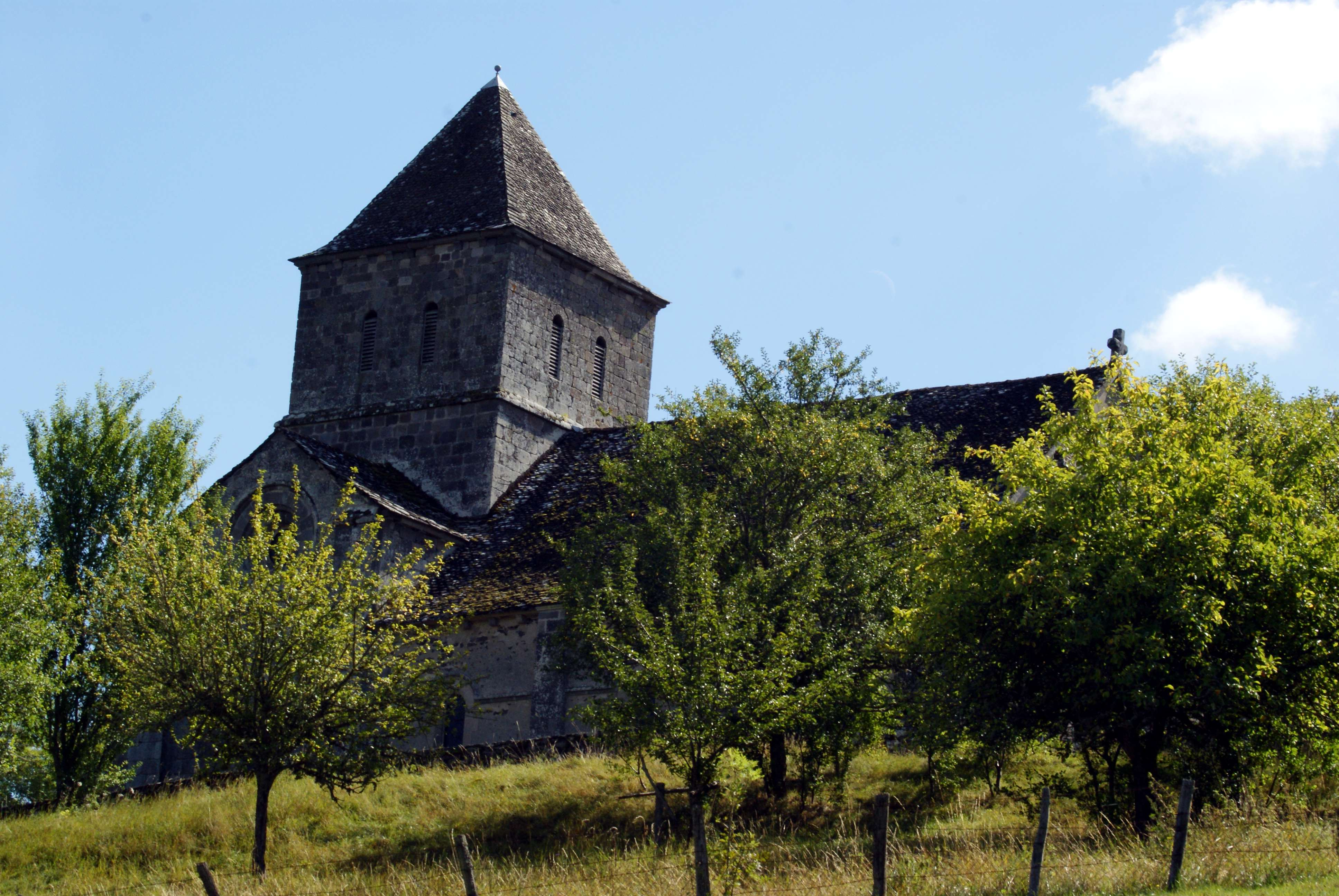
Vue générale.
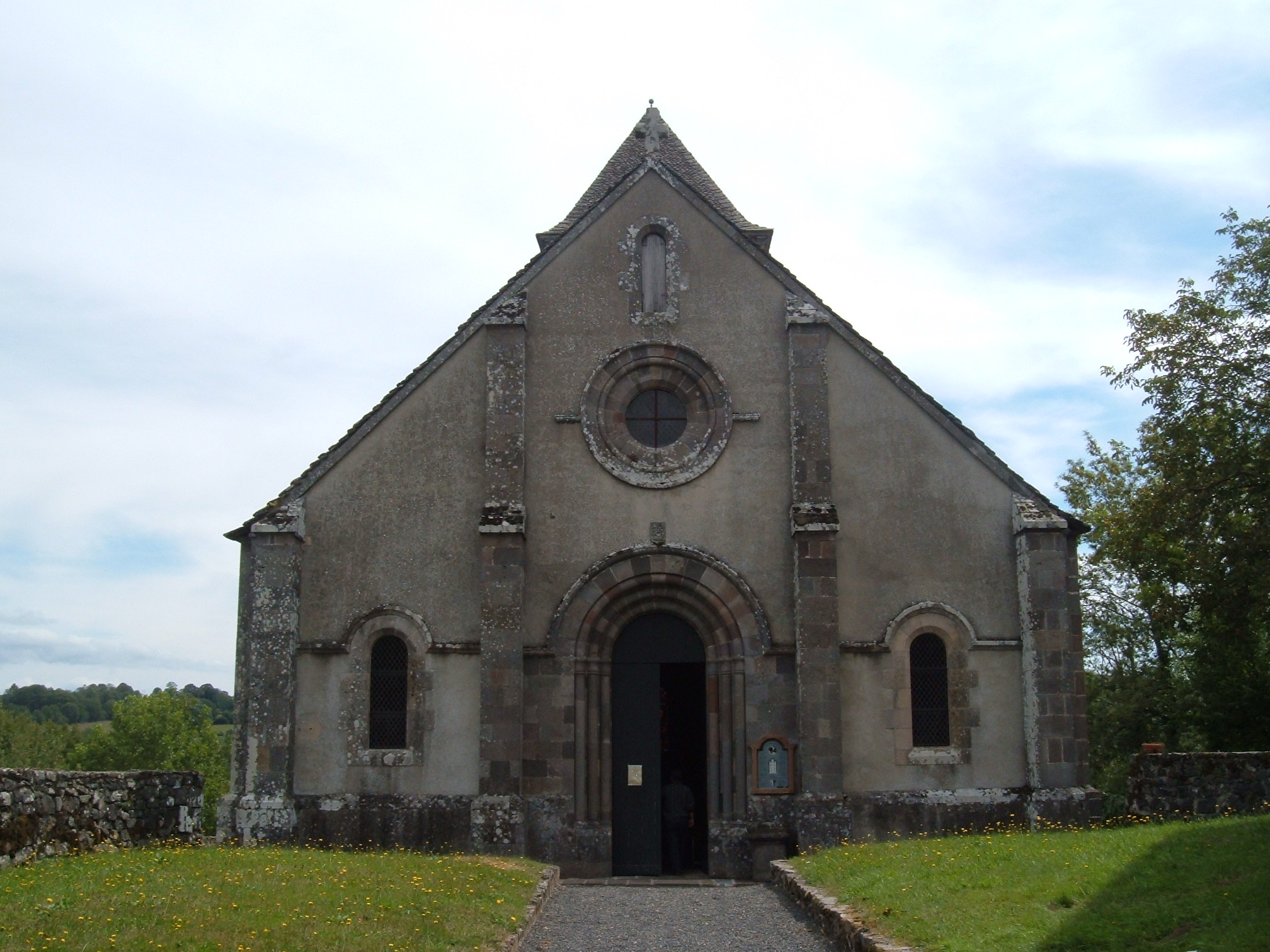
Façade occidentale.

### Architecture intérieure
L'intérieur de l'église est marqué par les « étonnants jeux d'appareils faisant alterner des pierres de couleurs différentes de façon plus ou moins ordonnée » : des pierres de couleur rose, beige, brune, gris clair et gris foncé donnent vie aux murs, aux piliers, aux colonnes et aux arcs.
L'édifice se compose de trois nefs, d'un transept et de trois absides semi-circulaires,,,.
Les bras du transept sont figurés à l'extérieur de manière à donner à l'église la forme d'une croix mais la longueur du transept n'excède pas la largeur de l'église, en sorte que les bras de la croix ne dépassent pas les bas-côtés. Sa voûte se maintient à la hauteur de celles de la nef et du choeur.
Les nefs comportent trois travées : avant la restauration générale exécutée aux frais du gouvernement vers 1863, il y avait une quatrième travée qui fut alors supprimée. 
Les trois nefs sont séparées par deux rangs de piliers carrés ayant, sur chaque face, une colonne engagée terminée par un chapiteau dont le tailloir est carré et saillant,.
Les voûtes de la nef centrale, du transept et du choeur sont en berceau, celles des bas-côtés sont à arêtes tandis que celles de l'abside et des absidioles sont en cul-de-four,.
La croisée du transept est surmontée d'une coupole, au-dessus de laquelle s'élève la tour carrée,. Cette coupole est moderne, la coupole romane s'étant effondrée, mais le passage du carré à l'octogone est d'origine.

Architecture intérieure
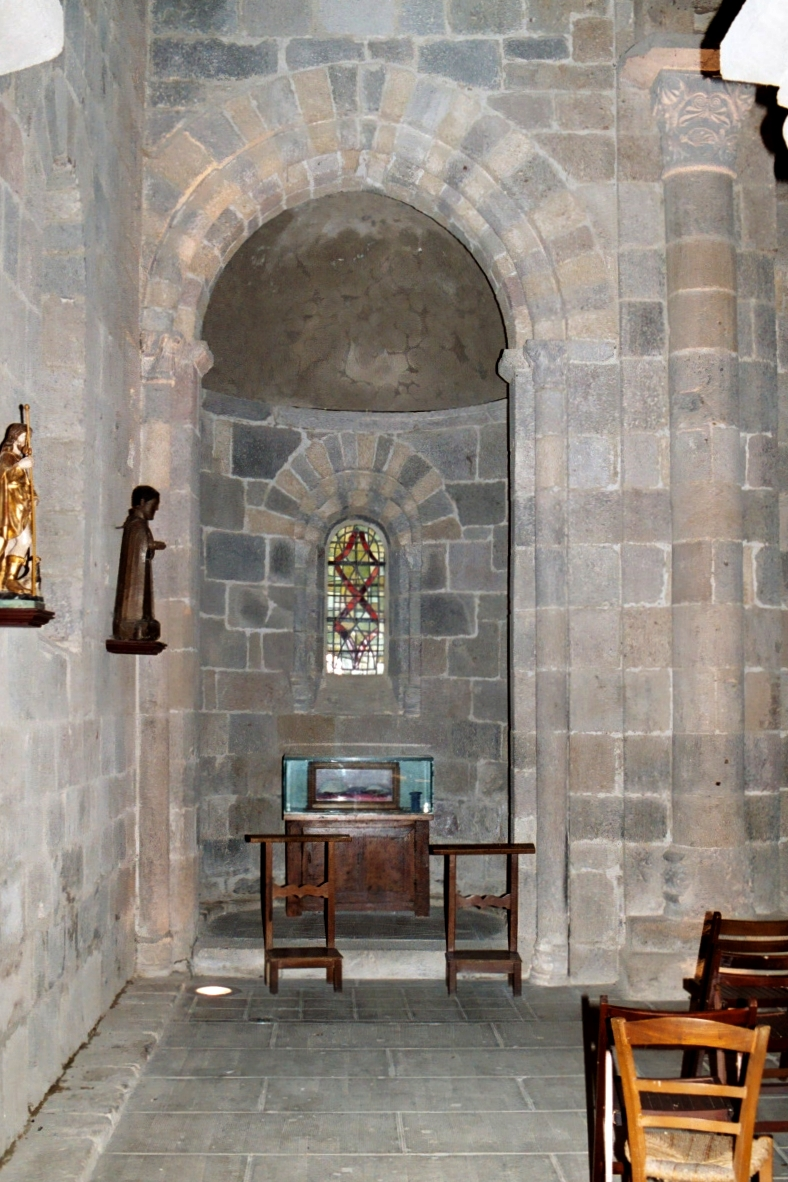
L'absidiole gauche.
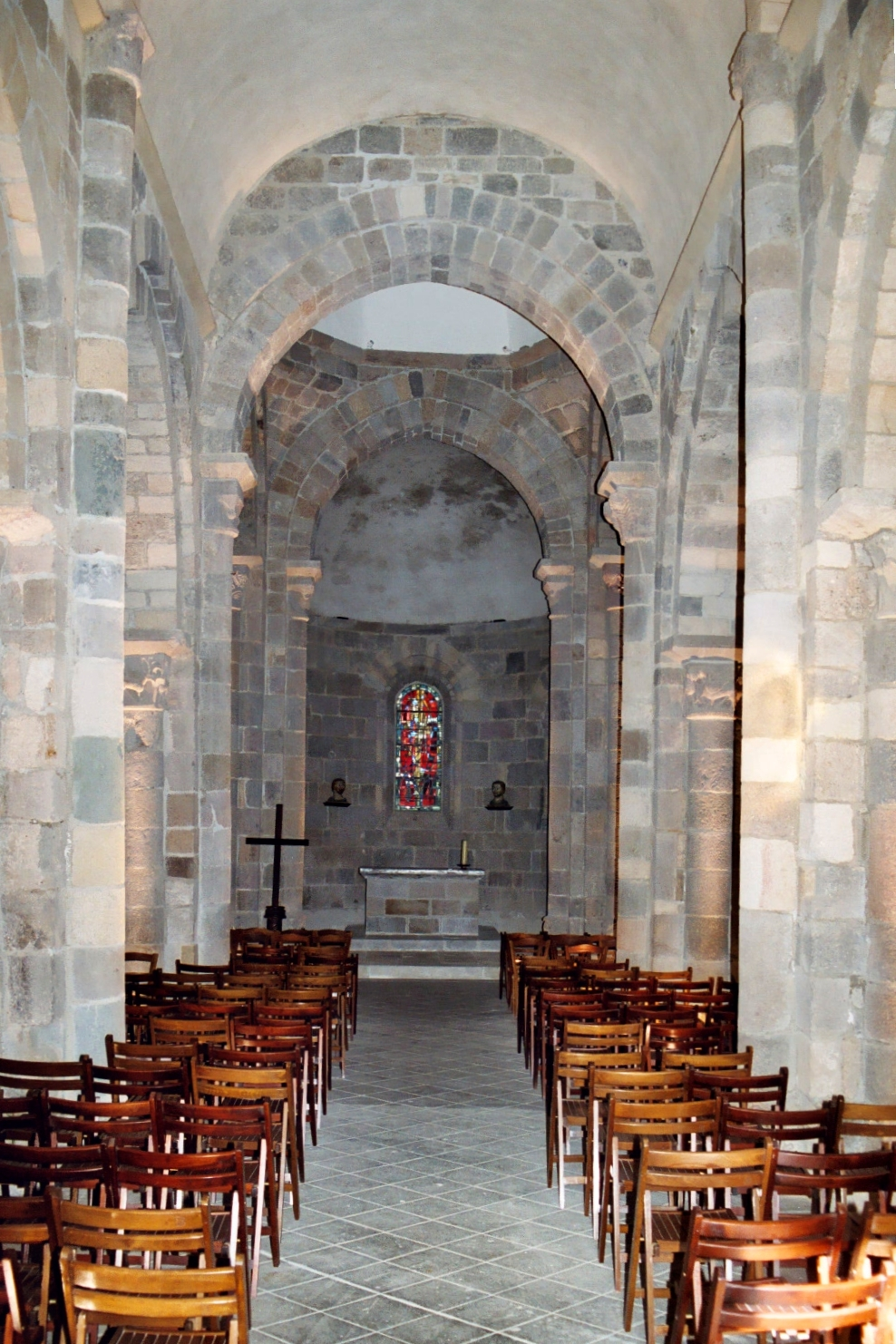
La nef et le chœur.
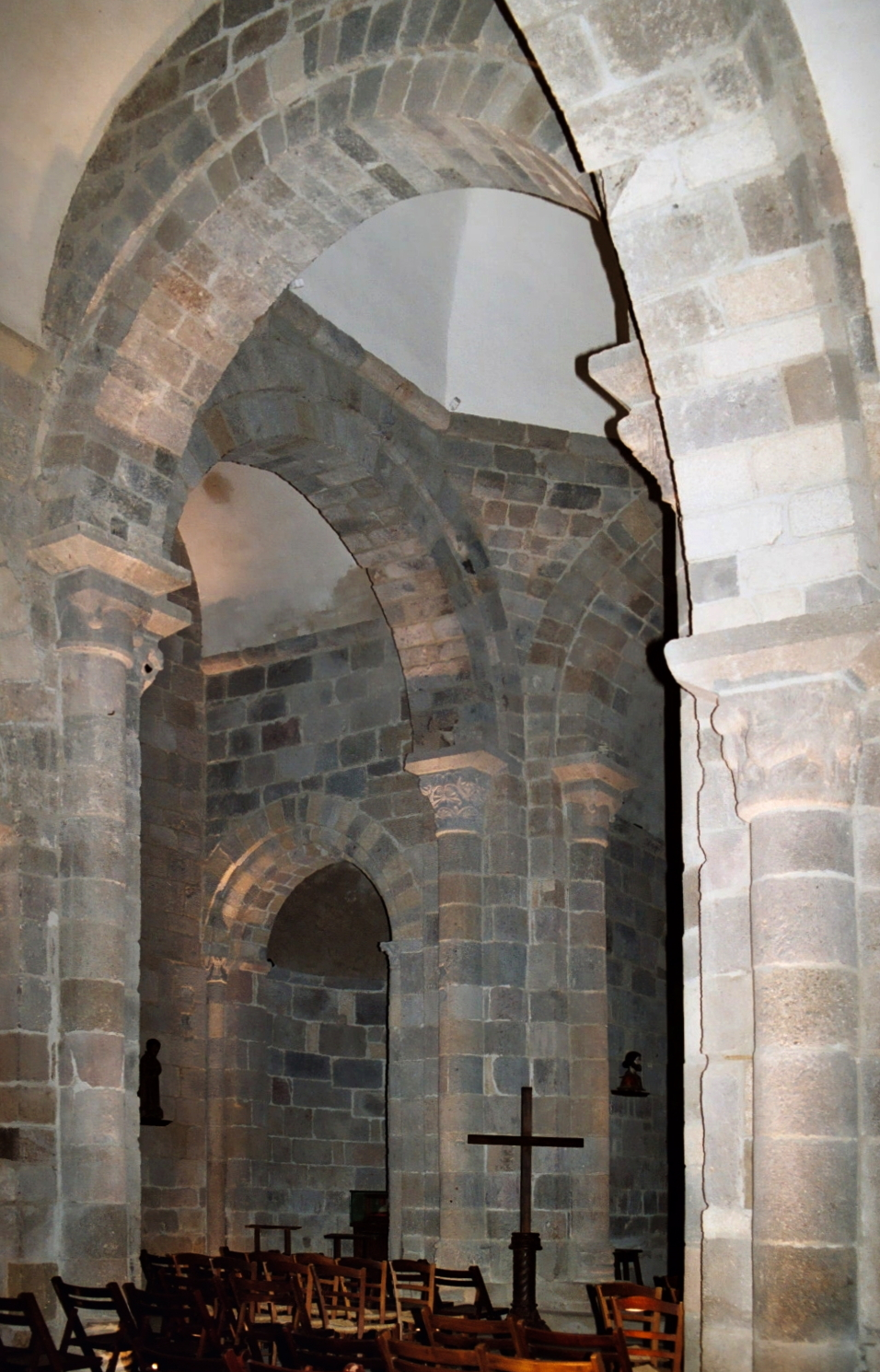
La croisée.
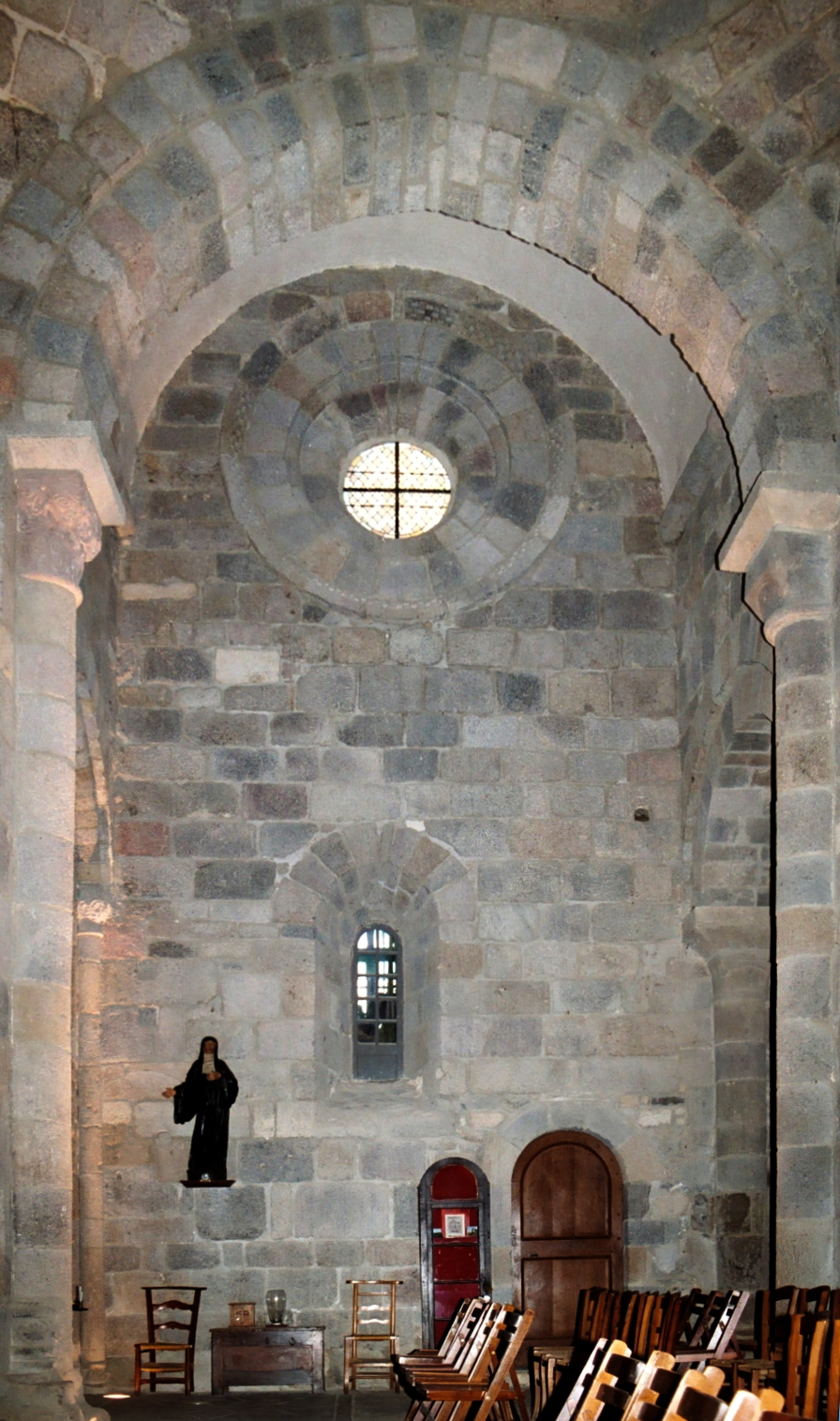
Le transept.

### Ornementation intérieure
« La sculpture a été largement prodiguée dans l'église de Brageac, et c'est ce qui surtout en fait l'intérêt. Elle ornemente richement les bases et les chapiteaux mais on y remarque facilement deux ciseaux inégalement habiles : les bases des colonnes sont bien mieux traitées que les chapiteaux ».
« Autrefois le sol de l'église, exhaussé par suite de nombreuses sépultures qui y ont été faites durant six siècles, dépassait d'au moins 50 centimètres le niveau primitif et cachait par conséquent presque toutes les bases, ce qui du reste les a préservées de dégradation, en sorte qu'elles sont demeurées à peu près intactes. Plus riches que les chapiteaux, elles se composent de deux tores ou boudins, entre lesquels se voient des rinceaux, des entrelacs, de larges feuilles épanouies, des roses, des serpents et autres reptiles ».

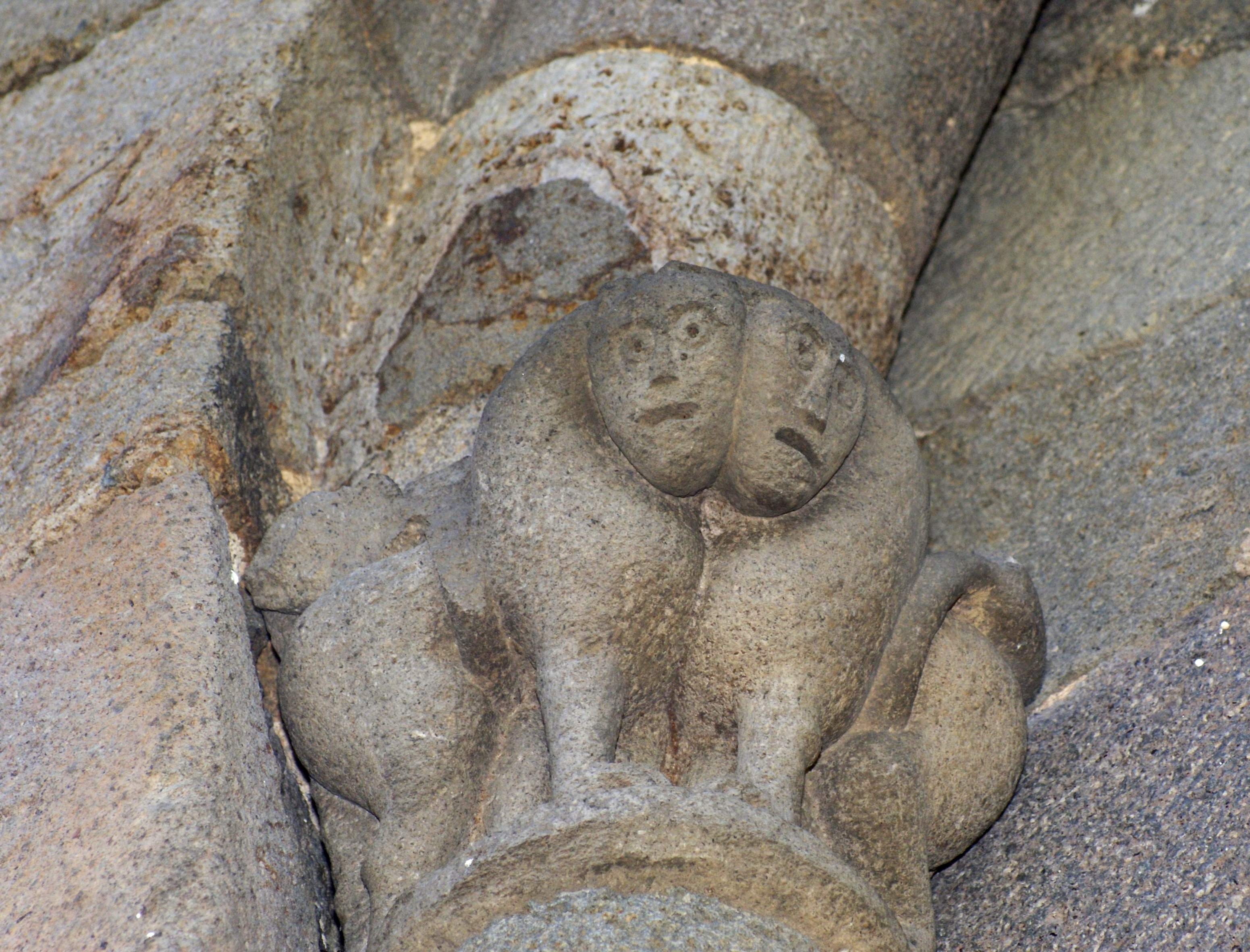

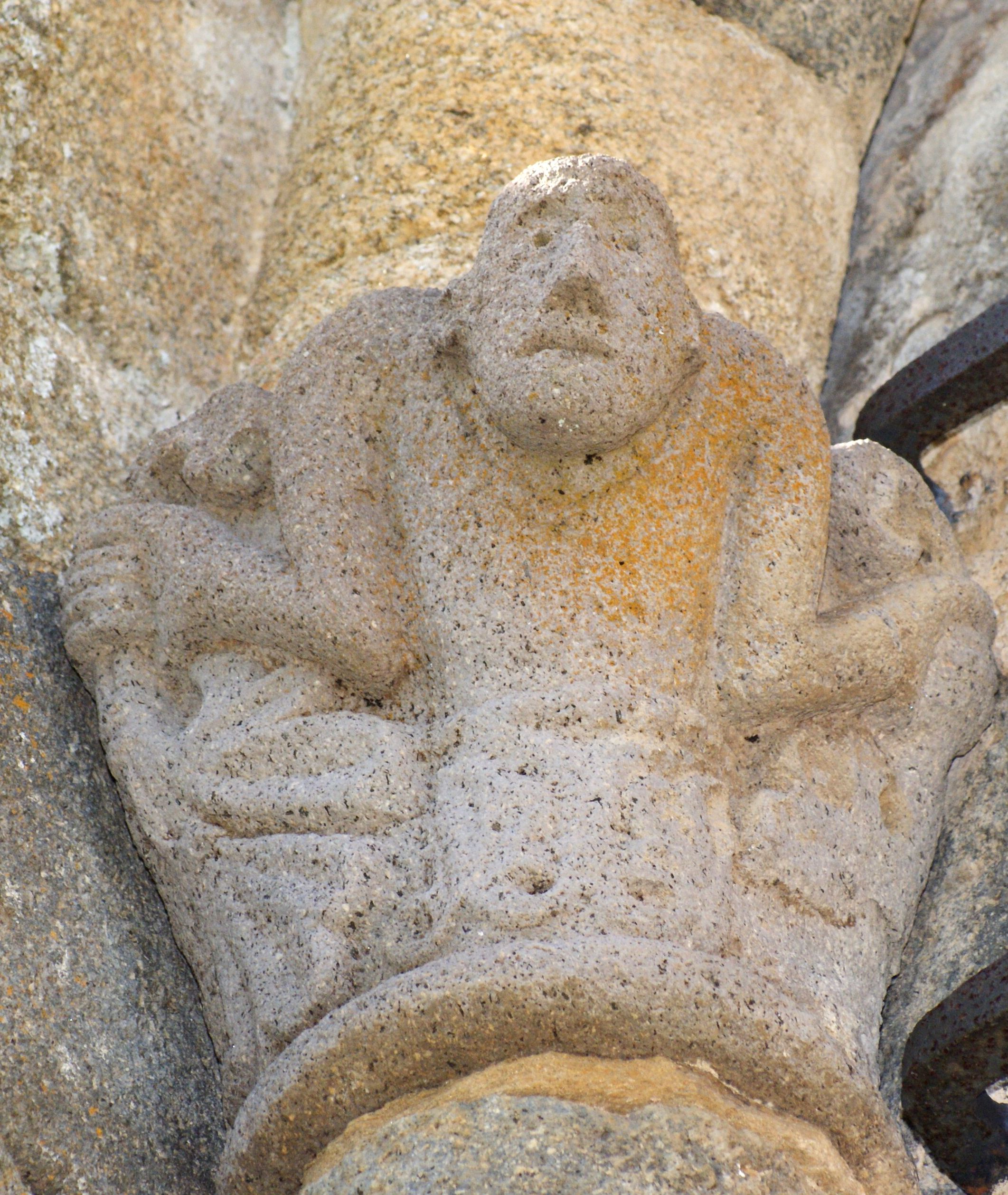

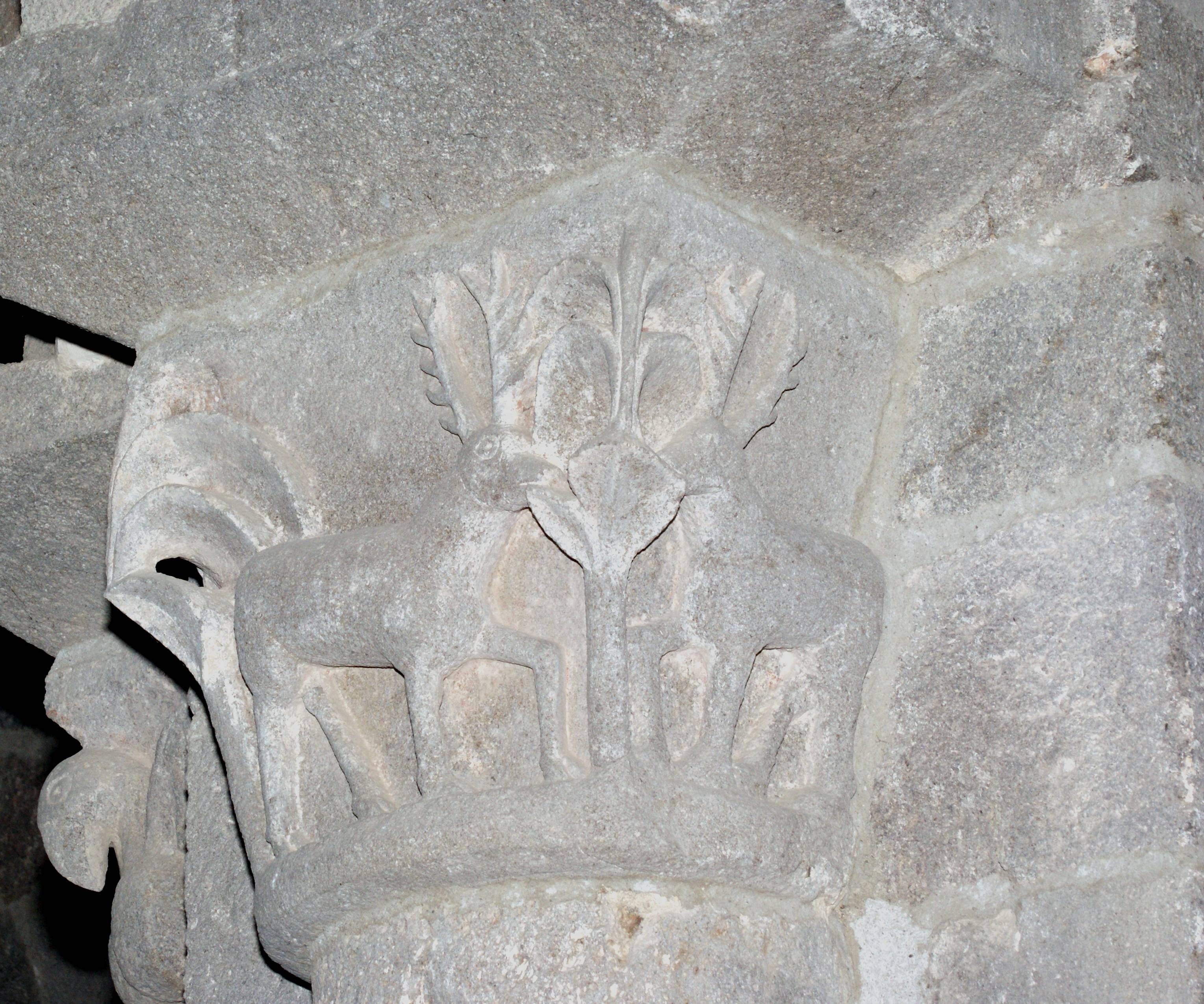
Cerfs broutant un arbuste.

Il y a environ 120 décors sculptés sur les colonnes et colonnettes de l'édifice.
Les chapiteaux de la nef, des absides et du transept sont sculptés de motifs divers : pampres, entrelacs, personnage à genoux tirant la langue de deux lions, griffons affrontés, griffons buvant dans un calice, lions, colombes, aigles, cerfs broutant un arbuste, personnages humains accroupis, guerrier revêtu de la cotte de mailles, masques vomissant des entrelacs, tête monstrueuse de la bouche de laquelle sortent des tiges feuillées et fleuronnées, feuilles d'eau,,,,,…
Les pignons du transept sont percés de deux œils-de-bœuf dont l'un est orné d'un tore circulaire et l'autre d'un damier,.
Les fenêtres de l'abside centrale et des absidioles sont décorées, à l'intérieur, de colonnettes à chapiteaux historiés,.

Colonnes et chapiteaux historiés
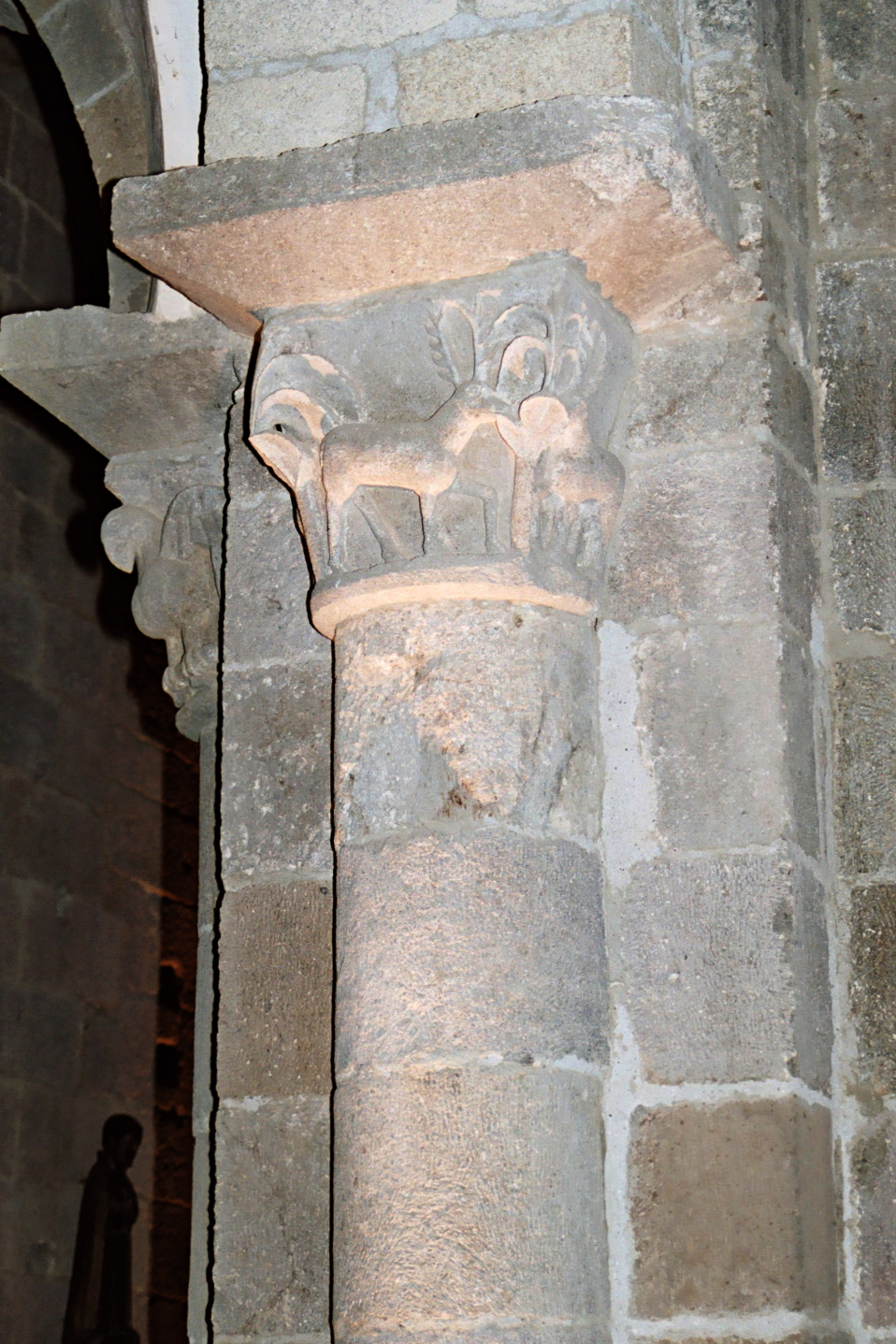
Chapiteau orné de cerfs broutant un arbuste.
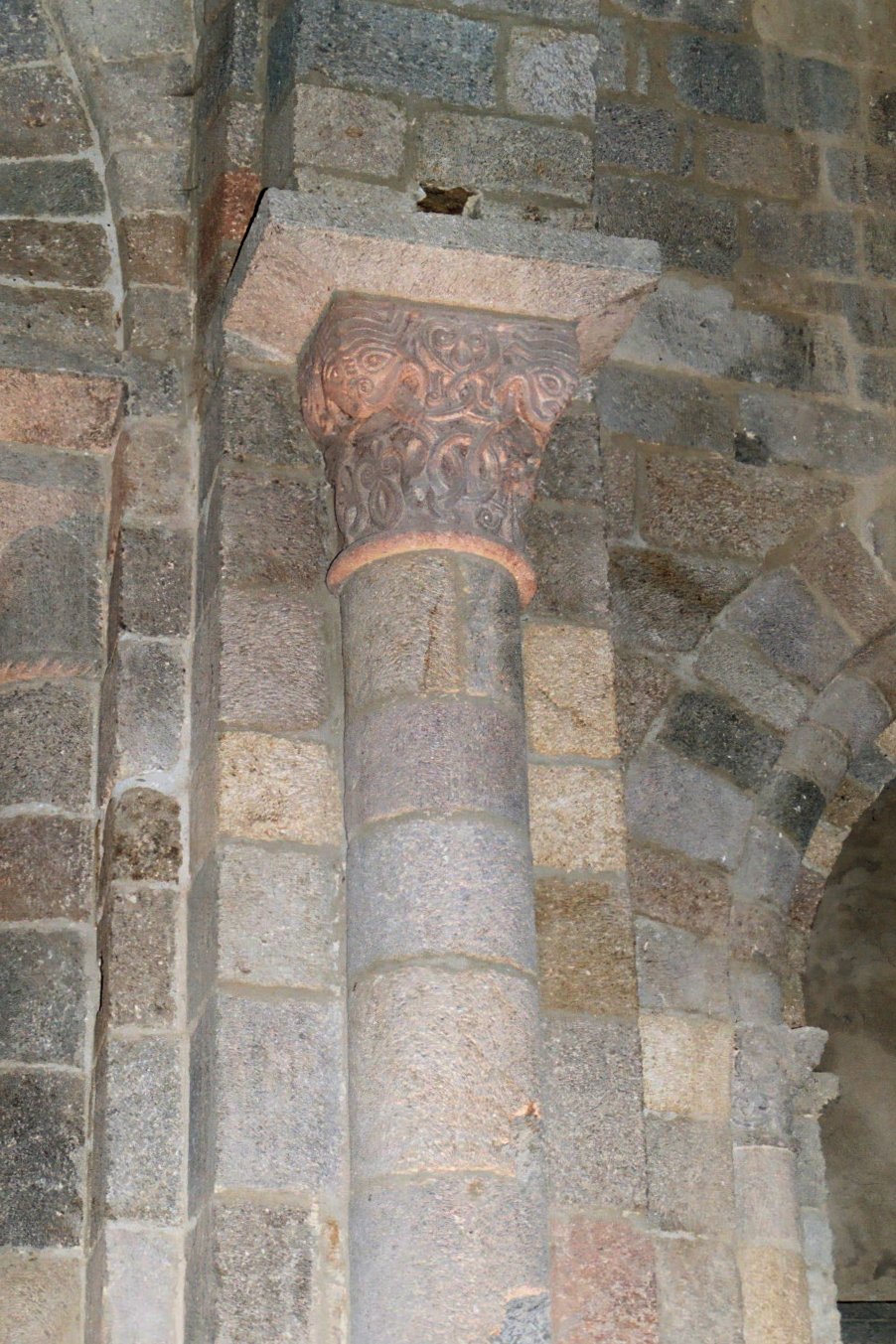
Chapiteau orné de têtes, rinceaux et entrelacs.
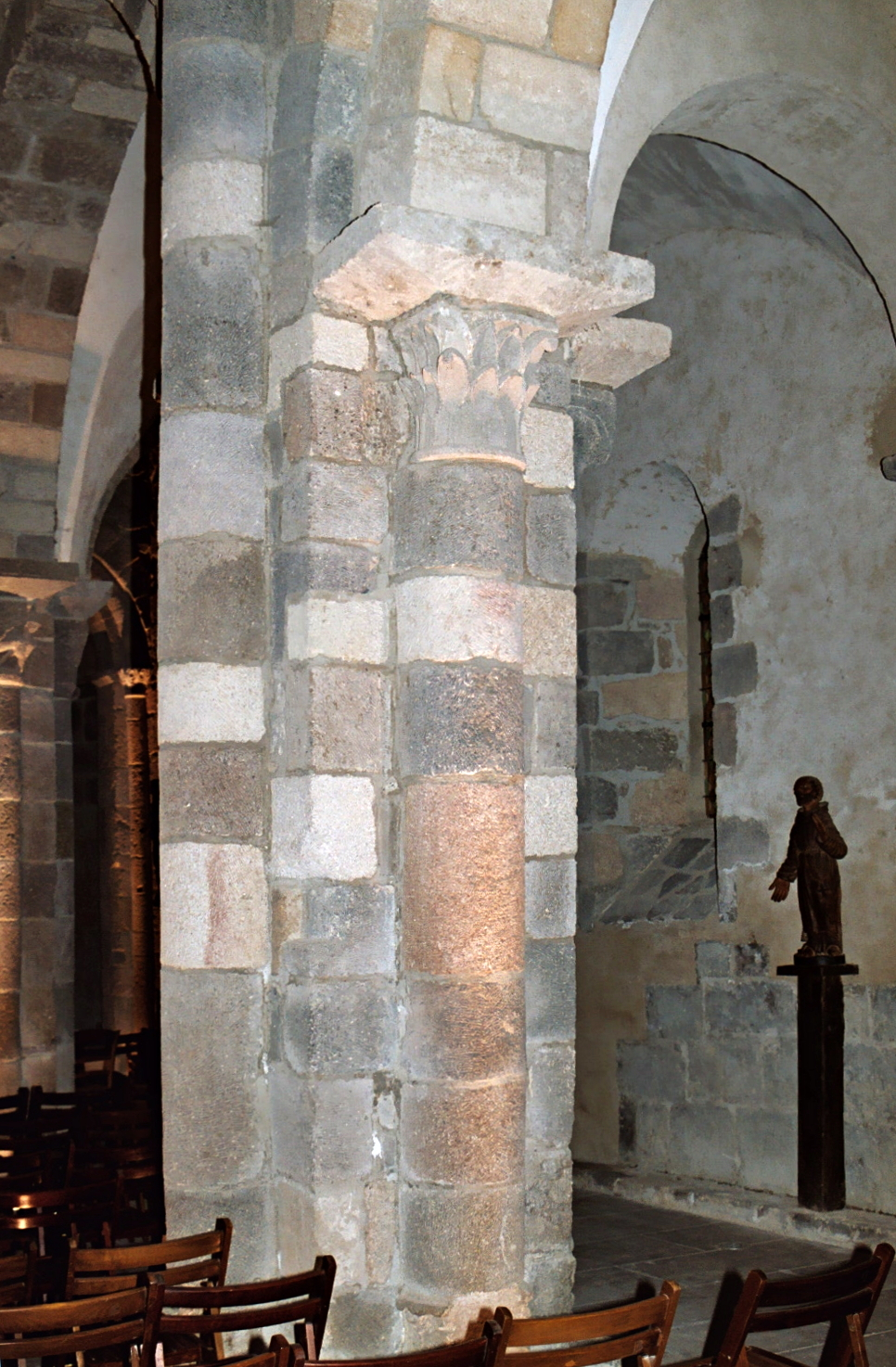
Chapiteau orné de feuilles d'eau.

## Patrimoine
L'église conserve un patrimoine important, au premier rang duquel le reliquaire de l'absidiole gauche qui abrite les crânes de saint Côme et de saint Damien, rapportés d'Orient par les frères Guy et Raoul d'Escorailles, chevaliers de la première croisade,.
L'église est dépositaire de nombreux autres trésors : la « bourse » de saint Til, des calices, des patères, des ostensoirs, une croix reliquaire, etc.
Par ailleurs, l'église possède la plus vieille cloche du département : elle date de 1466 et est toujours en état de marche,.

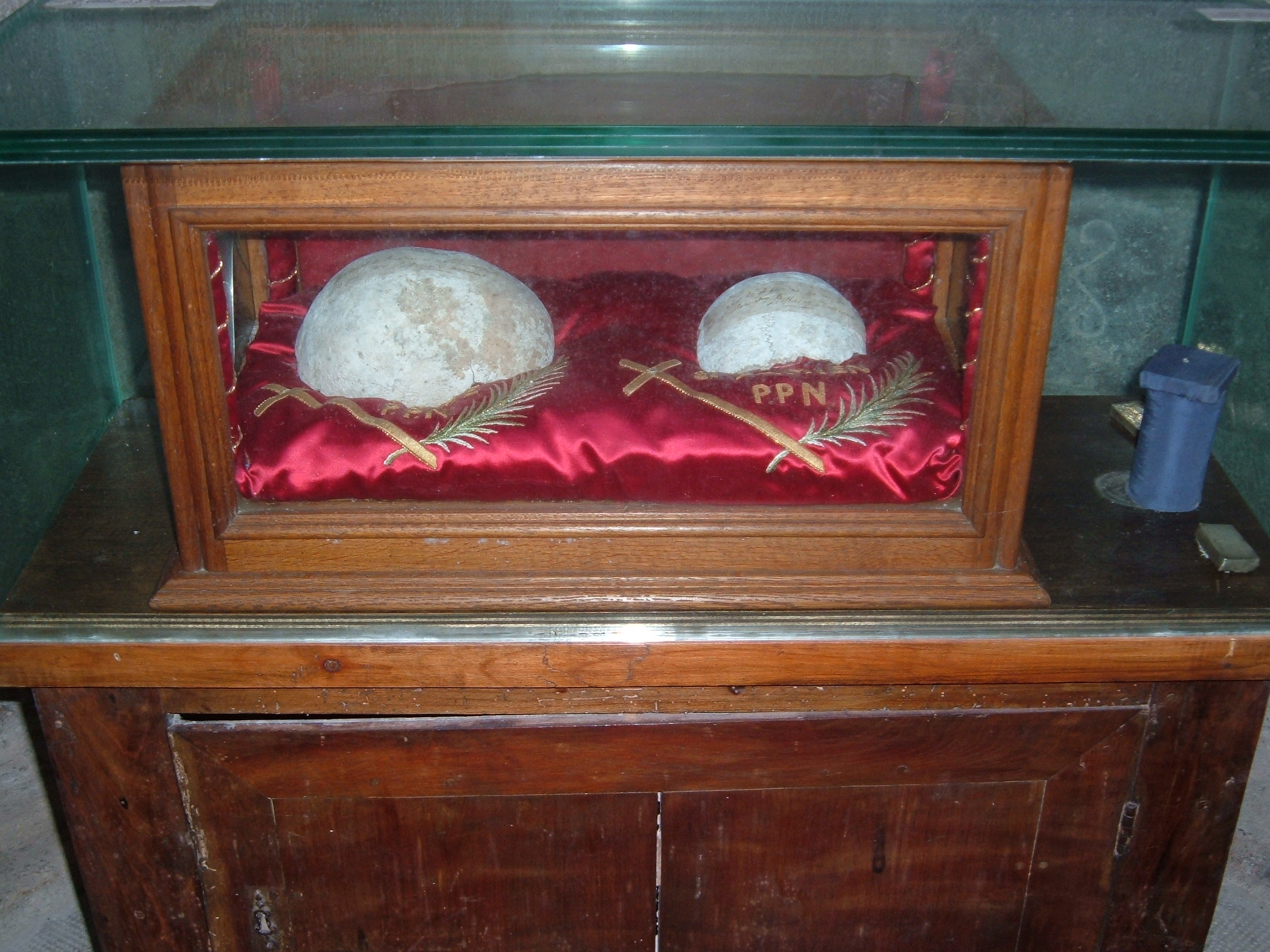
Reliques des saints patrons de Brageac.